# ویکی روستی
ویکی روستی (به انگلیسی: Vicky Rosti) (زاده ۱۰ نوامبر ۱۹۵۸) خواننده فنلاندی است.
او نماینده فنلاند در مسابقه آواز یوروویژن ۱۹۸۷ بود.